# Comida de difunto
La comida de difunto era una ceremonia fúnebre que usaban los antiguos hebreos y los demás pueblos. Era costumbre hacer una comida sobre la tumba del que se acababa de inhumar o en su casa después de los funerales. El profeta Barnc dice de los paganos c. 6, v. 31: Gritan en presencia de sus dioses, como en la comida de un difunto.
El uso de poner el alimento para los pobres en la sepultura de los difuntos era también general entre los hebreos. Tobías exhorta a su hijo a que ponga su pan en la sepultura del justo y a que no coma con los pecadores. San Agustín Epist. 22, observa que en su tiempo en África, se iba a comer a los sepulcros de los mártires y a los cementerios. Se hacía esto en el principio inocentemente, pero después se cayó en abusos que los obispos más santos y celosos, como San Ambrosio y San Agustín, les costó mucho trabajo desarraigar.
Se hacían entre los judíos dos clases de comida de difunto:
1. la primera, inmediatamente después de los funerales. Los que asistían a ellas se tenían como manchados y obligados a purificarse como si hubiesen tocado el cadáver.
2. la segunda, se daba al fin del duelo, Josefo Guerra de los Judíos, lib. 2, c. 1.

La misma costumbre se conservó durante siglos entre las gentes rústicas en algunas provincias en que se conservaron las antiguas costumbres. Todas las personas de la familia del muerto, que habían asistido a sus exequias, comían juntas una comida frugal en la casa del difunto la que se renovaba al cabo de un año después de su aniversario.